# Bill Hoskyns
Henry William Furse "Bill" Hoskyns, född 19 mars 1931 i London, död 4 augusti 2013 i North Perrott, var en brittisk fäktare.
Hoskyns blev olympisk silvermedaljör i värja vid sommarspelen 1960 i Rom.